# 愛してます (大黒摩季の曲)
『愛してます』（あいしてます）は、1995年11月6日に発売された大黒摩季の12thシングル。CDコードはJBDJ-1007。

## 概要
- 関西テレビ制作・フジテレビ系で放送されたドラマ『妊娠ですよ2』主題歌として書き下ろされたシングルで、好きな人に対して健気でひたむきな女性の心を歌った詞と、力強い低音を意識したサウンドで、「あなただけ見つめてる」にも通ずる、恋愛を描いた曲である。歌詞は大黒の弟のエピソードが元になっている[1]。
- 初動25万枚で週間2位（1位はSMAP「俺たちに明日はある」）50万枚近くを売り上げ、ヒットした。
- 初のベストアルバム『BACK BEATs #1』が1ヵ月後に発売される事が決定し、今作も緊急収録される事になったため、以降のオリジナルアルバムには未収録となった。

## 収録曲
1. 愛してます
作詞：大黒摩季／作曲：大黒摩季／編曲：葉山たけし
2. 泣かないでよ
作詞：大黒摩季／作曲：大黒摩季／編曲：葉山たけし
3. 愛してます（オリジナル・カラオケ）
4. 泣かないでよ（オリジナ・カラオケ）

## 収録アルバム
- BACK BEATs #1
- MAKI OHGURO BEST OF BEST〜All Singles Collection〜
- Greatest Hits 1991-2016 〜All Singles +〜